# Широкая (приток Велса)
Широкая — река в России, протекает в Красновишерском районе Пермском крае. Устье реки находится в 18 км по правому берегу реки Велс. Длина реки составляет 11 км.

## Описание
Исток реки в отрогах Северного Урала на южных склонах горы Пропащая (839 м НУМ) в 16 км к северо-востоку от посёлка Велс. Течёт главным образом в юго-западном направлении. Всё течение проходит в ненаселённой местности среди гор и холмов, покрытых елово-пихтовой тайгой. Течение имеет горный характер. Впадает в Велс в 13 км к юго-востоку от посёлка Велс. Ширина реки у устья около 10 метров.

## Данные водного реестра
По данным государственного водного реестра России относится к Камскому бассейновому округу, водохозяйственный участок реки — Кама от водомерного поста у села Бондюг до города Березники, речной подбассейн реки — бассейны притоков Камы до впадения Белой. Речной бассейн реки — Кама.
По данным геоинформационной системы водохозяйственного районирования территории РФ, подготовленной Федеральным агентством водных ресурсов:
- Код водного объекта в государственном водном реестре — 10010100212111100004365
- Код по гидрологической изученности (ГИ) — 111100436
- Код бассейна — 10.01.01.002
- Номер тома по ГИ — 11
- Выпуск по ГИ — 1